# Дача Дурново
Да́ча Дурново́ — ближняя усадьба Бакуниных (XVIII в.) и Дурново (XIX в.) на Полюстровской (ныне Свердловской) набережной Петербурга, возведённая в стиле классицизма. Памятник архитектуры.

## История усадьбы
Загородная вилла была выстроена П. В. Бакуниным в 1780-х годах по проекту, предположительно, Н. А. Львова. В 1786 году усадьба перешла к П. П. Бакунину, затем ещё несколько раз перепродавалась. Одним из владельцев был П. И. Кутайсов, а в 1813 году её приобрёл Д. Н. Дурново, который заказал её перестройку, предположительно, архитектору А. А. Михайлову. Строительные работы продолжались с 1813 по 1826 годы. При особняке был разбит парк, славившийся своими соловьями.
В 1870-х годах особняк вновь был перестроен (в основном, изнутри) по проекту архитектора Л. Фонтана. В это время дачей владел видный сановник П. П. Дурново.
После Февральской революции усадьба служила штабом анархистов и, якобы, местом, где хранили оружие большевики (см. ниже).
В советское время дачу Дурново занимали клуб и музей объединения «Ленинградский Металлический завод», которые перестраивали её по своему усмотрению. В постсоветский период памятник архитектуры пришёл в полный упадок и едва не погиб. В 1996 году была демонтирована ограда, а в результате пожара 1998 года утрачены знаменитый фронтон и второй этаж здания.
В марте 2014 года в усадьбе были начаты реставрационные работы. В 2015 г. здание было разобрано, а к ноябрю 2016 года было воссоздано, но уже из железобетона. В начале 2018 года стало известно, что КГИОП намерен через суд требовать переделки здания, так как антаблемент портика оказался выполнен с нарушением норм архитектуры XVIII века.

## Конфликт из-за дачи Дурново

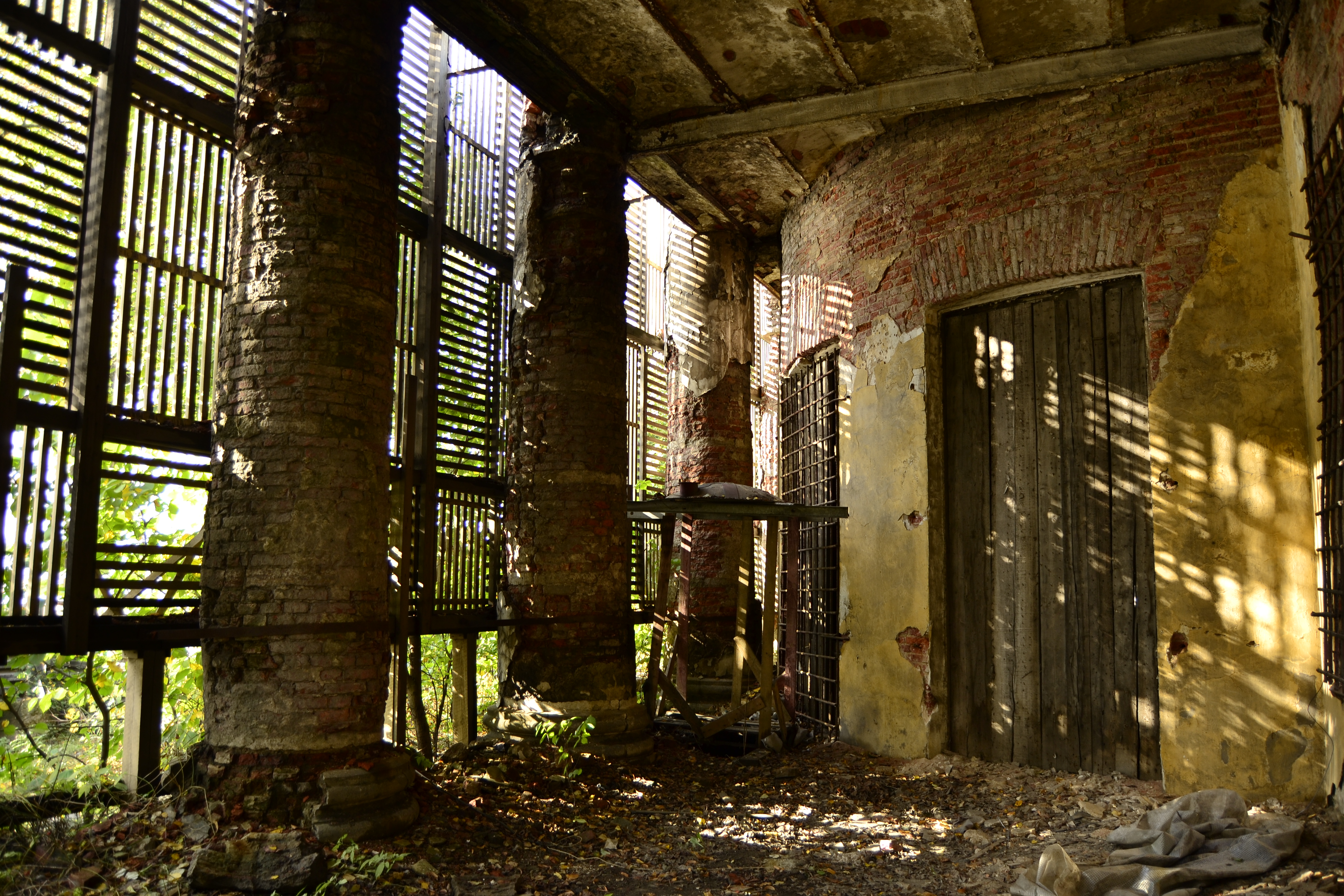
Дача Дурново, сентябрь 2011.

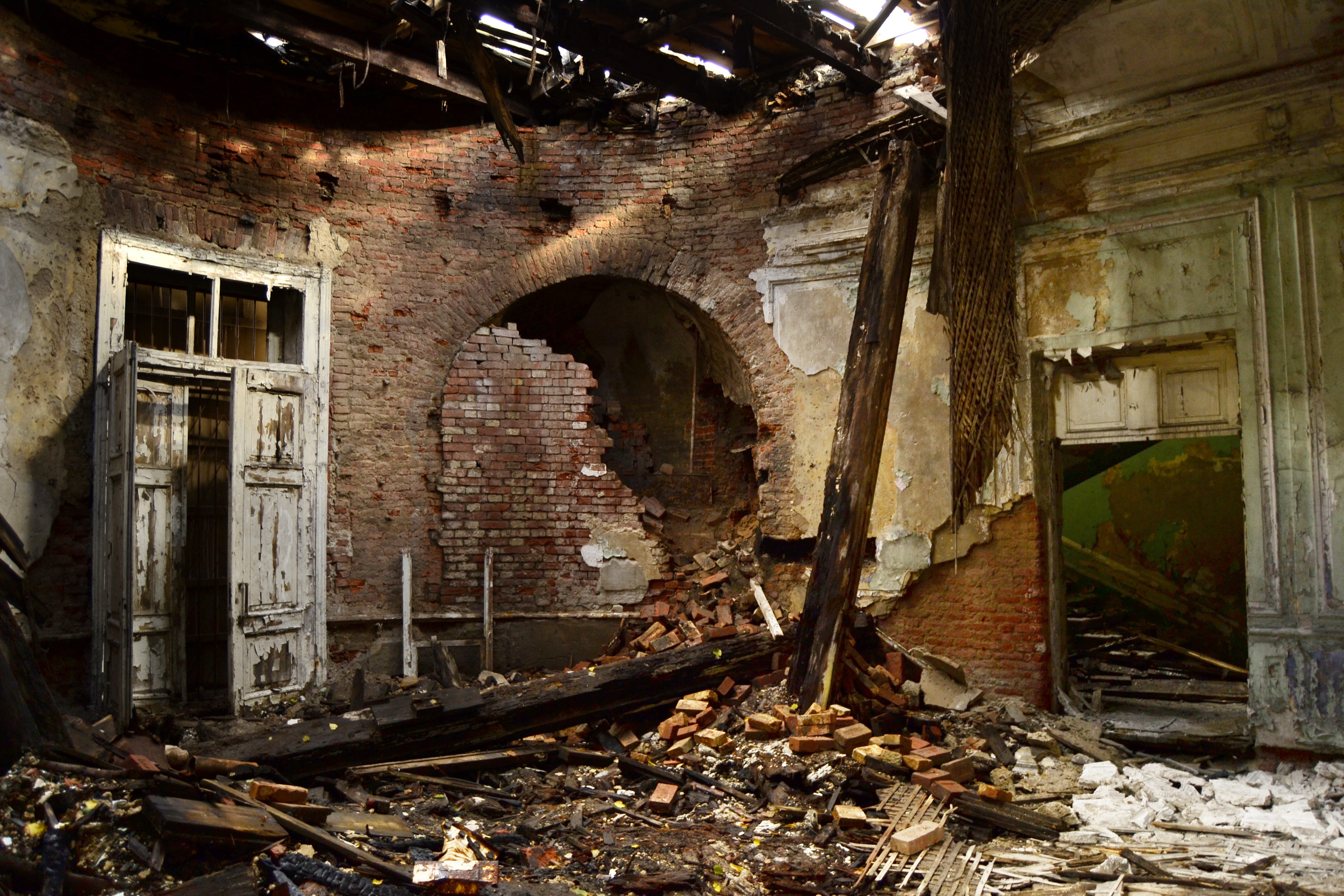
Дача Дурново, сентябрь 2011.

В июне 1917 года вокруг бывшей дачи Дурново, ставшей к тому времени штабом анархистов, произошёл ряд событий, вошедших в историю революции 1917 года в России как «конфликт из-за дачи Дурново». Начавшееся июньское наступление накалило обстановку в частях Петроградского гарнизона, опасавшихся отправки на фронт. Ситуацию дополнительно обострили действия властей по выселению анархистов из дачи Дурново.

### Попытка захвата анархистами типографии газеты «Русская воля»
5 (18) июня 1917 «боевой отряд анархистов» в 50 (по другим источникам — 70) человек во главе с И. С. Блейхманом занял типографию газеты «Русская воля», объявив, что он прибыл «освободить рабочих типографии от гнёта капиталистической эксплуатации», при этом сама типография объявлялась конфискованной «для нужд социализма». Исполком Петроградского Совета рабочих и солдатских депутатов направил в типографию своих представителей, но анархисты взяли их в заложники и стали требовать создания комиссии из представителей Совета, анархистов и социалистических партий. Такая комиссия была создана, но анархисты затем отказались от ведения каких-либо переговоров..
Командующий Петроградским военным округом генерал П. А. Половцов с санкции Исполкома Петросовета освободил типографию от анархистов, при этом, по его словам, «публика, запрудившая все соседние улицы, устроила мне бешеную овацию, как будто бы я взял Берлин… Какие-то личности вскакивают на подножку автомобиля и жмут мне руки, девицы в окнах машут платочками и бросают цветы».
За время пребывания в типографии анархисты успели выпустить листовку, гласившую:
| К рабочим и солдатам. Граждане, старый режим запятнал себя преступлением и предательством. Если мы хотим, чтобы свобода, завоеванная народом, не была … лжецами и тюремщиками, мы должны ликвидировать старый режим, иначе он опять поднимет свою голову. … газета «Русская воля» (Протокопов) сознательно сеет смуту и междоусобицы … … мы, рабочие и солдаты, … хотим возвратить народу его достояние и потому конфискуем типографию «Русской воли» для нужд анархизма. Предательская газета не будет существовать. Но пусть никто не усмотрит в нашем акте угрозу для себя, свобода прежде всего. Каждый может писать, что ему заблагорассудится. Конфискуя «Русскую волю», мы боремся не с печатным словом, а только ликвидируем наследие старого режима, о чём и доводим до общего сведения. Исполнительный комитет по ликвидации газеты «Русская воля» |

Однако последовавшая 7 (20) июня 1917 за этими событиями попытка выселить анархистов из дачи Дурново (где, помимо них, располагались также рабочий клуб «Просвет», правление профсоюзов Выборгской стороны, профсоюз булочников, комиссариат рабочей милиции 2-го Выборгского подрайона, совет Петроградской народной милиции), вызвала массовое возмущение и забастовки рабочих Выборгского района. В тот же день, 7 (20) июня 1917, забастовали 4 завода, 8 (21) июня 1917 их число дошло до двадцати восьми. Забастовавшие рабочие отправили в Исполком Петросовета делегацию с требованием «оставить дачу в руках трудового народа». После того, как делегация вернулась ни с чем, была отправлена вторая, заявившая, что в таком случае анархисты окажут вооружённый отпор. ЦК и ПК РСДРП (б) в тот же день назначили на 10 (23) июня 1917 мирную демонстрацию протеста.
На месте побывал исполнитель выселения прокурор Бессарабов, который обнаружил, что дача используется не только анархистами, но и целым рядом других организаций, включая профсоюз булочников, а сад перед дачей «служит местом отдыха для всего прилегающего рабочего района».
В Петрограде распространились слухи о том, что власти якобы вызывают с фронта 20 тыс. казаков для карательной экспедиции. Под давлением эсеро-меньшевистского большинства I Всероссийского съезда Советов, проходившего в этот период в Петрограде, ЦК РСДРП (б), не желая противопоставлять себя съезду, отменил демонстрацию, запланированную на 10 (23) июня 1917.
12 (25) июня 1917 судебный пристав явился к особняку Кшесинской с тем, чтобы во исполнение постановления суда выселить из него большевиков и передать особняк владелице, однако Петроградский военный округ и рабочая милиция отказались содействовать выселению, а вечером того же дня Исполком Петросовета постановил выселение прекратить.

### Налёт анархистов на «Кресты»
18 июня (1 июля) 1917 в Петрограде на Марсовом поле состоялась массовая демонстрация, организованная Съездом Советов. Однако, вопреки ожиданиям организаторов, планировавших провести общеполитическую демонстрацию доверия Временному правительству, акция, в которой участвовало около 500 тыс. чел., прошла под большевистскими лозунгами «Долой десять министров-капиталистов!», «Пора кончать войну!», «Вся власть Советам!», что свидетельствовало о разрыве между настроениями масс столицы и политикой Временного правительства и руководства Советов.
Анархисты первоначально отказались от участия в манифестации, заявив, что «не поддерживают буржуазных социалистов», однако всё-таки присоединились к манифестантам. Во время митинга вооружённые анархисты совершили налёт на тюрьму «Кресты», освободив шестерых своих сторонников и члена Военной организации РСДРП(б) Ф. П. Хаустова, причём налётом воспользовались для своего побега до 400 содержавшихся в тюрьме уголовников.

### Выселение дачи Дурново
19 июня (2 июля) 1917 дача Дурново всё-таки была выселена силами одной казачьей сотни и батальона пехоты с бронемашиной. При штурме погиб анархист Ш. А. Аснин, было арестовано 59 человек, в том числе тех, кто накануне был освобождён из «Крестов», но большевиков на даче обнаружено не было. Командующему Петроградским военным округом генералу Половцову и министру юстиции П. Н. Переверзеву пришлось оправдываться перед Съездом Советов, однако они вышли из положения, предъявив Съезду фотографии Аснина, на которых были видны многочисленные уголовные татуировки.